# Parco nazionale di Kopaonik
Il parco nazionale di Kopaonik è situato nella parte meridionale della Serbia.
Grazie alle ricchezze naturali che possiede, nell'anno 1981 è stato proclamato parco nazionale. Esso si estende su una superficie di 11.810 ettari e a causa del numero delle specie endemiche rappresenta uno dei centri più significativi della biodiversità endemica della flora della Serbia.

## La montagna di Kopaonik
Kopaonik è il massiccio più grande della Serbia; si estende dalla parte nord-occidentale verso quella sud-orientale per circa 75 chilometri, raggiungendo nella parte media la lunghezza di circa 40 km.
La parte più elevata è l'estesa superficie di Ravni kopaonik, attorno alla quale si innalzano Suvo Rudiste con la cima di Pancic (Milan) (2.017 m) sulla quale si trova il mausoleo di Pancic, Karaman (1.934 m), Gobelja (1.834 m).
Sul massiccio di Kopaonik si trova la zona di pascoli e foreste più estesa e spezzettata della Serbia centrale.

## Riserve naturali
Sotto la speciale protezione del parco nazionale si trovano 698 ettari - divisi in 11 riserve naturali e 26 monumenti naturali, 12 geomorfologici, 7 geologici, 8 idrologici e 15 oggetti classificati in beni culturali immobili.
Le riserve naturali del parco nazionale sono le seguenti:
- Riserva naturale di Kozje stene
- Riserva naturale di Vucak
- Riserva naturale di Mrkonja
- Riserva naturale di Jankova bara
- Riserva naturale di Gobelja
- Riserva naturale di Barska rека
- Riserva naturale di Samokovska rека
- Riserva naturale di Metodje
- Riserva naturale di Jelak
- Riserva naturale di Suvo Rudiste
- Riserva naturale di Duboka

## Biodiversità

### Flora e fauna
Kopaonik è il posto dove si possono trovare esempi di flora endemica come la Panciceva omorika (Sempervirum copaonicense pancic), Panciceva potocarka (Cardamine pancicii) e la violetta (Viola copaonicensis).
Delle numerose specie animali le più significative sono il Falco Pellegrino (Falco peregrinus), l'Aquila Dorata (Aquila curvirostra), il Gufo Reale (Bubo bubo), il Gatto Selvatico (Felis silvestris), il Cervo Nobile (Cervus elaphus) ed il Capriolo (Capreolus capreolus).

### Specie animali
I seguenti animali abitano le zone di Kopaonik:
- il lupo
- il capriolo
- il gatto selvatico
- il cinghiale
- il falco
- l'aquila
- il gufo

## Clima
Con quasi 200 giorni solari all'anno, Kopaonik si merita il suo secondo nome di "Montagna solare". La posizione meridionale, l'altezza e l'apertura dei terreni impedisce l'accumularsi di nubi Sopra la montagna. L'aria fredda va a finire sulle circostanti pianure e valli, in modo che le temperature invernali non sono troppo basse.
La temperatura media annuale è di 3,7 °C. La neve comincia ad esserci alla fine di novembre e continua fino agli inizi di maggio, in media 159 giorni all'anno. Il livello delle precipitazioni supera i 1.000 mm annuali.